# Pittura segnica
Nell'ambito dell'Arte informale, si definisce segnica quell'esperienza pittorica che si realizza in una sorta di scrittura, così da creare dei nuovi alfabeti individuali.
La pittura segnica coincide spesso con la pittura di gesto, in quanto trascrizione immediata di impulsi gestuali in segni; talora è invece frutto di un'operazione meno istintiva ed automatica, anzi lucidamente controllata.